# 邁爾·蘭斯基
邁爾·蘭斯基（英語：Meyer Lansky，1902年7月4日—1983年1月15日），本名迈尔·萨奇浩兰斯基（波蘭語：Meier Suchowlański），被稱為是「黑幫會計師」（Mob's Accountant），是一名重要的美國有組織犯罪人物，他與他的伙伴查理·「幸運」·盧西安諾一起協助美國的全國犯罪集團發展。
蘭斯基發展了一個橫跨世界的賭博帝國。據說他在拉斯維加斯、古巴、巴哈馬和倫敦的賭場擁有點數（利潤分成）。儘管是猶太黑幫的成員，蘭斯基無疑對意大利裔美國黑手黨有很大的影響力，並且在鞏固的犯罪黑社會中擔當著一個很大的角色。這一角色在整個程度上已經成為一些爭論的話題，因為他本人否認了許多對他的指控。
儘管近五十年來作為一名有組織犯罪的成員參與者，蘭斯基從未被判犯有比非法賭博更嚴重的罪行。他有一份成為美國歷史上財政最成功的黑幫之一的遺產。在他逃離古巴之前，據說他的身價估計有2000萬美元（2020年為1.95億美元）。可是，當他在1983年去世時，他的家人感到震驚，他的遺產價值只有大約57,000美元。

## 早年
邁爾·蘭斯基出生於俄羅斯帝國（現為白俄羅斯）格羅德諾的一個波蘭猶太家庭，這個家庭經歷了帝國權威的反猶太主義和反猶騷亂。當被問及他的祖國時，蘭斯基總是回答「波蘭」（格羅德諾位於前波蘭王國王冠領地土地）。1911年，蘭斯基與他的母親和兄弟Jacob經由敖得薩港口移民至美國，並與1909年已移民的父親會合，在紐約曼克頓的下東區定居。
蘭斯基在孩子時就認識了巴格西·西格爾。他們成為終生的朋友，也成為私酒貿易的合作伙伴，並共同管理著以最暴力而聞名的禁酒令幫派之一的巴格斯和邁爾幫。蘭斯基還與查理·「幸運」·盧西安諾是親密的朋友；兩人在青少年時認識，當時盧西安諾試圖在蘭斯基放學回家的路上向他勒索保護費。盧西安諾尊重這個年輕男孩對他的威脅做出的違抗反應，此後兩人變成了持久的伙伴關系。
盧西安諾有一個願景，建立一個全國犯罪集團，在這個集團中，意大利、猶太和愛爾蘭幫派可以集中他們的資源，並將有組織犯罪變成有利於所有人的賺錢生意。1929年5月，由盧西安諾、蘭斯基、強尼·托里奧和法蘭克·卡斯特羅在大西洋城主辦了一次會議，其後盧西安諾便建立全國犯罪集團。

## 賭博業務

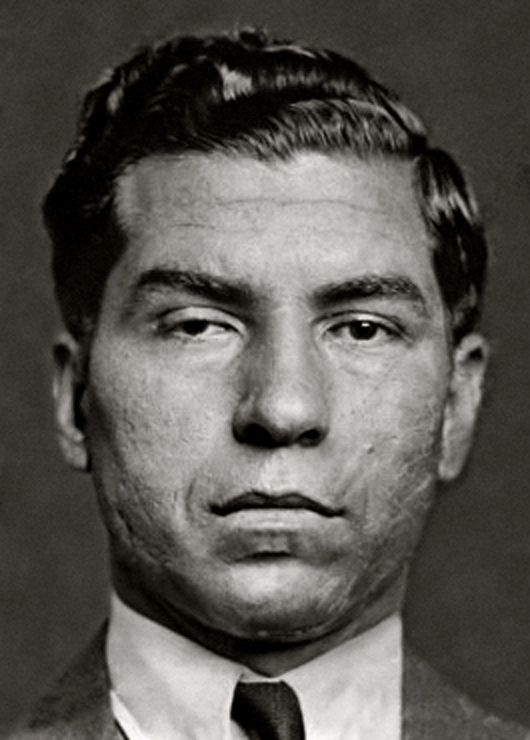
查理·盧西安諾是蘭斯基在美國黑手黨中的伙伴

到1936年，蘭斯基已在佛羅里達州、紐奧良和古巴建立了賭博業務。這些賭博業務很成功，因為它們建立在兩項改革之上：
- 第一，蘭斯基和他的熟人擁有技術專長，可以根據蘭斯基對大多數流行賭博娛樂的真實數學賠率的了解，有效地管理這些賭博業務。
- 第二，利用黑幫的關係以及受賄賂的執法部門，確保他們企業的法律和實體安全不受其他犯罪人物和執法部門的影響。

1946年，蘭斯基說服意大利裔美國黑手黨讓西格爾掌管拉斯維加斯，並成為西格爾的火鶴酒店的主要投資者。為了保護自己免受因逃稅和賣淫而將艾爾·卡彭送進監獄的那種起訴，蘭斯基將他不斷壯大的賭場帝國的非法收入轉移到一個瑞士銀行賬戶，在那裡，匿名是受1934年瑞士銀行法所保障的。蘭斯基最終甚至在瑞士購買了一間離岸銀行，用於透過一個空殼公司和控股公司的網絡來洗黑錢。

## 介入第二次世界大戰
1930年代，蘭斯基和他的幫派跳出了他們經常幹的犯罪活動，去破壞親納粹的德裔美國人聯盟所舉行的集會。他回憶說，在曼克頓的一個德國社區約克維爾，他和其他14名同伴打亂了一次特殊的集會：
台上裝飾著一個納粹標誌和一張阿道夫·希特拉的照片。演講者開始咆哮。我們只有十五個人，但我們開始行動了。我們把他們一些人扔出了窗外。大多數的納粹份子驚慌失措，跑了出去。我們追趕並毆打他們。我們想讓他們知道，猶太人不會總是坐視不管，接受侮辱。
第二次世界大戰期間，蘭斯基在協助美國海軍情報局（ONI）的「黑社會行動」中也發揮了作用，在該行動中，政府招募罪犯來監視德國滲透者和潛艇上的破壞者。蘭斯基透過一名高級的美國海軍官員協助安排與政府交易。這項交易將確保盧西安諾從監獄中獲釋；作為交換條件，黑手黨會為在紐約港碼頭一帶建造的軍艦提供保安。德國潛艇在東部沿海和加勒比海岸大量擊沉盟軍的船隻，人們非常擔心納粹支持者的攻擊或破壞行為。蘭斯基將ONI與盧西安諾聯繫起來，據說盧西安諾指派約瑟夫·蘭扎制止在紐約海濱的破壞活動。

## 火鶴酒店
1946年，蘭斯基參加了在哈瓦那舉行的一場秘密會議，討論西格爾管理的火鶴酒店，該酒店的運營遠遠落後於計劃，使西格爾的黑手黨投資者損失了大量金錢。雖然其他老大想殺掉西格爾，但蘭斯基懇求他們給他的朋友第二次機會。盡管有了這個緩兵之計，但西格爾繼續在火鶴酒店上虧損。後來召開了第二場會議。然而，當這次會議舉行時，賭場已經轉向小幅盈利。蘭斯基再次在盧西安諾的支持下，說服其他投資者再給西格爾一些時間。可是，當酒店再次開始虧損時，其他投資者決定，西格爾已經完蛋了。普遍認為，由於蘭斯基與西格爾的長期關係以及他在組織中的地位，蘭斯基本人被迫對消滅西格爾一事作出最後決定。
1947年6月20日，西格爾在加利福尼亞州的比華利山被槍殺。西格爾遇害20分鐘後，蘭斯基的同伴，包括蓋斯·格林鮑姆和莫·賽德威，走進火鶴酒店，並控制了這間酒店。據聯邦調查局（FBI）稱，在接下來的二十年裡，蘭斯基在火鶴酒店維持著相當多的經濟利益。蘭斯基在後來的幾次採訪中說，如果由他來勝任的話，「本·西格爾今天還會活著」。西格爾的死標誌著在拉斯維加斯的權力從紐約的五大家族轉移到芝加哥犯罪集團。雖然蘭斯基比前幾年要克制得多，但據信他在最初建立自己的控制權時，曾為芝加哥老大托尼·阿卡多提供過建議和幫助。

## 逝世
1983年1月15日，因肺癌過世，享年80歲。

## 流行文化

### 電影
- 塞吉歐·李昂尼的1984年電影《四海兄弟》中，占士·活士飾演的黑幫Maximilian "Max" Bercovicz，其靈感來自邁爾·蘭斯基。
- 2021年電影《蘭斯基》中，故事基於蘭斯基的生平，由夏菲·基圖飾演年老的蘭斯基，而約翰·馬加羅（英语：John Magaro）飾演年輕時的蘭斯基。

### 電視劇
- HBO的電視劇《酒私風雲》中，阿納托爾·優素福飾演邁爾·蘭斯基。
- TNT的電視劇《黑色洛城》中，派屈克·費雪勒（英语：Patrick Fischler）飾演邁爾·蘭斯基。
- AMC的電視劇《紐約黑幫紀實》中，Ian Bell飾演邁爾·蘭斯基。

## 深入閱讀
- Birmingham, Stephen The Rest of Us. Boston: Little, Brown, 1984
- Cohen, Rich Tough Jews: Fathers, Sons, and Gangster Dreams. Vintage books, 1999
- Colhoun, Jack. Gangsterismo: The United States, Cuba and the Mafia, 1933 to 1966 （页面存档备份，存于）. OR Books, 2013. ISBN 978-1-935928-89-8
- Conrad, Harold Dear, Muffo: 35 Years in the Fast Lane. New York, Stein and Day, 1982
- Demaris, Ovid The Boardwalk Jungle. Bantam Books, 1986
- Eisenberg, Dennis/Dan, Uri/ Landau, Eli Meyer Lansky: Mogul of the mob. Paddington Press, 1979
- English, T.J. Havana Nocturne: How the Mob Owned Cuba and Then Lost It to the Revolution, William Morrow, 2008/The Havana Mob: Gangster, Gamblers, Showgirls and Revolutionaries in 1950s Cuba, 2007, Mainstream Publishing (UK edition)
- Lacey, Robert: Little man. Meyer Lansky and the Gangster Life. Little, Brown and Company; Boston Toronto London 1991. ISBN 0-316-51163-3
- Lansky, Sandra/Stadiem, William/Pileggi, Nicholas (Foreword) Daughter of the King: Growing up in Gangland. New York, Weinstein Books, 2014. ISBN 978-1602862159
- Messick, Hank Lansky. New York, Putnam 1971
- Almog, Oz, Kosher Nostra （页面存档备份，存于） Jüdische Gangster in Amerika, 1890–1980 ; Jüdisches Museum der Stadt Wien ; 2003, Text Oz Almog, Erich Metz, ISBN 3-901398-33-3
- Piper, Michael Collins Final Judgment: The Missing Link in the JFK Assassination Conspiracy.
- Stephen, Hunter Havana.
- Rubin, Sunny (2011) Mafia Mother-In-Law. Skunkie Enterprises. ISBN 978-0615567341

## 外部連結
- Meyer Lansky: The Official Site （页面存档备份，存于）
- Meyer Lansky 'Gangster and Gambler' （页面存档备份，存于） at J-Grit: The Internet Index of Tough Jews （页面存档备份，存于）
- Meyer Lansky （页面存档备份，存于） – Jewish Virtual Library
- Meyer Lansky （页面存档备份，存于） – Free Information Society
- Seize The Night: Meyer Lansky
- Review of Robert Lacey's book 'Little Man' （页面存档备份，存于）
- Review of Movie "Lansky"
- 'Havana' Revisited: An American Gangster in Cuba （页面存档备份，存于） NPR, June 5, 2009
- 在Find a Grave上的邁爾·蘭斯基
- Meyer Lansky Death （页面存档备份，存于）